# 紫荆路街道
紫荆路街道，是中华人民共和国河南省郑州市巩义市下辖的一个乡镇级行政单位。

## 行政区划
紫荆路街道下辖以下地区：
紫荆路社区、新沟村、大黄冶村、北官庄村和高尚村。